# Santo Estêvão (Lissabon)
Santo Estêvão ist eine Gemeinde (Freguesia) im portugiesischen Kreis Lissabon. In ihr leben 1506 Einwohner (Stand 30. Juni 2011).